# Banri Kaieda
Banri Kaieda (海江田 万里 Kaieda Banri?,  n. Tokio, 26 de febrero de 1949) es un político japonés, que ocupó el cargo de ministro de Economía, Comercio e Industria de Japón y fue presidente del Partido Democrático de Japón (y por tanto líder de la oposición japonesa) entre 2012 y 2014.

## Biografía

### Carrera política
Kaieda se graduó de abogado en la Universidad de Keiō en 1972. En 1993 fue elegido diputado a la Cámara de Representantes de Japón. Desde entonces ha sido reelegido varias veces como diputado; en total, y contando el mandato actual ha sido electo para siete mandatos consecutivos (teniendo en cuenta que las elecciones generales han sido adelantadas varias veces en ese lapso de tiempo).
Desde septiembre de 2010 y en el transcurso de pocos meses ocupó sucesivamente los cargos de ministro de Estado de Política Económica y Fiscal, ministro de Estado de Política Científica y Tecnológica y ministro de Política Espacial.    
El 14 de enero de 2011 fue nombrado ministro de Economía, Comercio e Industria por el entonces primer ministro Naoto Kan. El 27 de agosto de 2011 Kaieda presentó su candidatura para la elección interna en la que debía elegirse al sucesor de Naoto Kan como líder del Partido Democrático de Japón (PDJ por sus siglas en español), el cual sería también el sucesor de Kan como primer ministro de Japón debido a la mayoría absoluta que tiene ese partido en la Cámara de Representantes de Japón. El 29 de agosto de 2011 Kaieda perdió la elección interna en la segunda ronda ante Yoshihiko Noda; Noda obtuvo los votos de 215 parlamentarios del partido, mientras Kaieda obtuvo los votos de 177 parlamentarios. En la primera ronda Kaieda había ganado al obtener 143 votos contra 102 de Noda, pero ninguno logró los 200 votos necesarios para evitar una segunda vuelta. Al formar Noda su gobierno el 2 de septiembre de 2011, Kaieda dejó de ser ministro.

### Líder de la Oposición.
Después de la desastrosa derrota del Partido Democrático de Japón en las elecciones generales de Japón del 16 de diciembre de 2012, Yoshihiko Noda renunció a la presidencia del partido y se abrió el proceso electoral interno para elegir al nuevo líder. De nuevo Banri Kaieda se postuló para presidente del Partido Democrático.
El 25 de diciembre de 2012 se celebró la elección interna del presidente del Partido Democrático; Banri Kaieda ganó al obtener 90 votos mientras que su principal rival, Sumio Mabuchi, obtuvo 54 votos. De tal manera que Kaieda, al convertirse en el líder del que es actualmente el principal partido de la oposición japonesa, se ha convertido en el líder de la oposición al gobierno del primer ministro Shinzō Abe.